# Franz Rohr von Denta

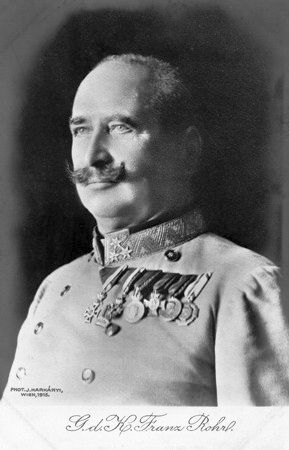
Franz Rohr als General der Kavallerie, 1910

Franz Rohr, ab 1917 Baron Rohr von Denta (* 30. Oktober 1854 in Arad, Kaisertum Österreich; † 9. Dezember 1927 in Rodaun bei Wien) war ein österreichischer Feldmarschall.

## Leben
Franz Joseph Karl Rohr wurde als Sohn des kaiserlich und königlichen Hauptmanns und Stabszahlmeisters Joseph Franz Rohr und dessen Gattin Rosa Maria Zulad in der Stadt und dem Komitat Arad im Königreich Ungarn geboren.
Er besuchte 1876 die Theresianische Militärakademie
in Wiener Neustadt und wurde nach erfolgreichem Abschluss als Leutnant zum 3. Galizischen Ulanen-Regiment befohlen. Später besuchte er die k.u.k. Kriegsschule. Er wurde 1896 zum Oberst befördert und in das Generalstabskorps übernommen. Ab 1909 war Rohr Generalinspekteur der Militär-Erziehungs- und Bildungseinrichtungen und wurde 1911 zum General der Kavallerie befördert. Bereits zwei Jahre später ernannte man ihn zum kommandierenden General der Honved.
1914 war er Regimentsinhaber des in Sopron stationierten k.u.k. Infanterieregiments „Rohr“ Nr. 48. Mit Beginn des Ersten Weltkrieges wurde Rohr die Befehlsgewalt über alle Truppen im Generalkommando Graz-Steiermark, Kärnten, Krain und die Truppenkommandos Innsbruck-Tirol und Vorarlberg übertragen. Mit der Kriegserklärung Italiens an die Mittelmächte im Mai 1915 erhielt Rohr den Befehl über die Armeegruppe, die auch seinen Namen trug. Er verteidigte Kärnten erfolgreich, da es ihm gelang, den Karnischen Hauptkamm zu halten.
Mit Jahresbeginn 1916 wurde Rohr zum Generaloberst befördert und erhielt darauf den Oberbefehl über die 10. Armee, deren Abschnitt von den Julischen Alpen bis zur Südtiroler Gebirgsfront verlängert wurde. In diesem Abschnitt durch FML Scotti abgelöst übernahm Rohr am 18. Juni 1916 den Oberbefehl über die 11. Armee im Trentino. Am 28. Februar 1917 übergab er diese Armee an General von  Scheuchenstuel und wurde zum rumänischen Kriegsschauplatz an die Ostfront abberufen. Anfang März übernahm Rohr an der moldauischen Front die 1. Armee von Arz von Straußenburg, der von Kaiser Karl I. zum Generalstabschef der gesamten österreichischen Streitkräfte ernannt wurde. Seine Aufgabe war es, mit dieser Armee Siebenbürgen und die Bukowina zu verteidigen, was ihm auch trotz der gleichzeitig stattfindenden russischen Kerenski-Offensive gelang. Am 14. April 1917 wurde er zum Baron Rohr von Denta erhoben und nach dem Kriegsaustritt Rumäniens am 30. Januar 1918 zum Feldmarschall befördert. Nach dem Ende der Doppelmonarchie wurde Rohr auch zum ungarischen Feldmarschall ernannt.
Franz Baron Rohr von Denta starb am 9. Dezember 1927, 73-jährig, in Rodaun bei Wien und wurde auf dem dortigen Friedhof bestattet. Er war seit 1891 mit Maria Szilva von Szilvas, eine Tochter des k.u.k. Oberstleutnants von Szilvas, verheiratet. Das Paar hatte zwei Söhne, die beide bis 1918 Seeoffiziere waren. Nach Franz Baron Rohr von Denta wurde die Rohrkaserne in Villach benannt.